# マッハブレイカーズ
『マッハブレイカーズ』（Mach Breakers）は、ナムコ（後のバンダイナムコゲームス）から1995年2月に発売されたアーケードゲーム。『ニューマンアスレチックス』の続編作品である。

## 概要
前作同様、3つのボタンを使用した13競技で記録を競う。オリンピックのような形式で進んでいき全ての競技は5日間で終了することになる。前作からの主な変更点はプレイヤーキャラクターが7人に増え、各キャラクターのステータス配分が異なるため得意、苦手種目が存在する。2日目の競技からはプレイヤー自身で各日程ごとに競技種目の順番を選択可能になった（日程をまたいでの競技の選択は不可。また多人数プレイ時は前の種目で1位だったプレイヤーに次種目の選択権がある）。

## ストーリー
2079年、科学が進歩する中、地球の自然も破壊され続け、ニューマンと呼ばれる新種の人間が生まれ始めた。このニューマンは人間を遥かに凌ぐ肉体的能力を持っていた。そんな中、前作ではニューマンのためのオリンピックとしてニューマンアスレチックスが開かれた時には大人気を呼んだことで、未来世界の超人が主人公のアスレチックアクションの本大会、マッハブレイカーズが開かれることに決まった。

## キャラクター
コンティニュー時には使用キャラクターの変更もできる。多人数プレイ時の同キャラクターの選択も可能。

### プレイアブルキャラクター
ジョニー・サンダース
アメリカ合衆国イリノイ州シカゴ出身、25歳。本作の代表キャラクターとなっている人物（インストカードでは彼が他の人物より大きく扱われている）。パワーとスピード共に3ポイントのステータスであるため、苦手種目はほとんどない。
マコト・コトブキ（寿 真）
日本・浅草出身、19歳。フロントが白でバックが赤で背中が開いたハイレグレオタードを着用した、日の丸鉢巻を巻いたショートヘアーの女性。パワー2ポイント、スピード4ポイントのステータスであるためスピード系種目を得意とする。
アジア版ではレオタードが白一色となり（ブーツの青色部分が赤色になっている）鉢巻の日の丸マークが削除されている。また、ロン・ルイファンと同じ中国選手扱いとなっており（キャラクター選択時に表示される国旗が日本国旗ではなく中国国旗になっている）、登録名も「Shao-Yen」となっている。
マイケル・フレッシャー
ジャマイカ・キングストン出身、28歳。レゲェファッションの男性で、奇妙なポーズをして競技に挑むこともある。パワー4ポイント、スピード2ポイントのステータスであるためパワー系種目を得意とする。
ソフィア・レイリー
イギリス・ロンドン出身、24歳。ロングヘアーの色黒の女性。パワー2ポイント、スピード4ポイントのステータスであるためスピード系種目を得意とする。
一部日本国外版ではブラジル選手扱いとなっている場合（キャラクター選択時に表示される国旗がイギリス国旗ではなくブラジル国旗になっている）があるが、登録名はソフィア（Sophia）のままである。
カール・バイセマン
ドイツ・ミュンヘン出身、37歳。筋骨隆々の男性。パワー5ポイント、スピード1ポイントのステータスである。パワー系競技を最も得意とするが、その反面スピード系競技は苦手。
ロン・ルイファン
中国・上海出身、41歳。贅肉がたくさんついている太った男性。パワー4ポイント、スピード2ポイントのステータスであるためパワー系種目を得意とする。
マサラ・ティッカ・マサラ
インド・カルカッタ出身、194歳くらい。仙人化している老人で、自分の能力で飛行することもできる。パワー1ポイント、スピード5ポイントのステータスである。スピード系競技を最も得意とするが、その反面パワー系競技は苦手。

### ゲストキャラクター
シャロン・レアール
前作からの唯一の再登場キャラクター。前大会優勝者として、最終種目のエキシビジョンマッチの対戦相手となる。プレイヤーが使用することはできない。

## 競技
- 競技は全13種目が5日間にわたって行われる。クリアできなかった種目はコンティニュー時にパスすることも可能だが、全種目をクリアしないとエンディングは見られない（多人数プレイ時は誰か1人でもクリアすればよい）。
- 多人数プレイ時には各競技の順位によって1位6点、2位3点、3位1点、4位0点のポイントが与えられる。一部の種目では同記録だった場合判定で順位が決定する。
- 複数回試技を行う競技では最も良かった記録が各プレイヤーの記録となる。各競技でワールドレコードを達成すると記録達成者が各競技ごとにネーム入力ができる。
- ワールドレコードと同記録を出した場合は最新の記録達成者がネーム入力できる。また多人数プレイで複数のプレイヤーがワールドレコードを上回った場合は1位のプレイヤーのみネーム入力ができる。

1日目の競技
マキシマムスピード（Maximum Speed）
前作の「TURBO DASH」に当たる徒競走。試技1回で全員一斉に挑戦。
2日目の競技
モンスタードラッグ（Monster Drag）
20秒の制限時間内に巨大怪獣を両手の力で引っ張る競技。パワーが最高のタイミングで3回連続で引っ張ることに成功するとボーナス距離が稼げる。試技2回で1人ずつ挑戦。
アイスクラッシャー（Ice Crusher）
25秒の制限時間内にコースに設置している氷柱を走って破壊し続ける競技。NICEのタイミングで破壊するとスピードが減少しない。試技1回で2人ずつ挑戦（1Pと2P、3Pと4Pの組み合わせ）。NICE数と走行距離が判定対象となる。
ハイパーグライダー（Hyper Glider）
スキーのジャンプ台から自力飛行して飛行距離を競う競技。試技は2回で1人ずつ挑戦だが、4人同時プレイ時に全員が全試技でジャンプ失敗し、下で営業しているラーメン屋台に落下するパターンは8種類全て異なる。
3日目の競技
ビーストホール（Beast Hole）
20秒の制限時間内に洞窟の奥から向かってくるモンスターをエネルギー弾で全て倒す前作の「INTERCEPTOR」に当たる競技だがレーンが5列になっている点と命中率が記録に影響する点が異なる。遠くにいるモンスターを破壊すると高得点だが、失敗するとモンスターに食われる（失敗の場合は記録なし=0点の扱いになる）。競技の点数はモンスター破壊点×命中率となるため無駄弾は減点対象となる。試技2回で1人ずつ挑戦。命中率が判定対象となり、命中率100%で試技を終えると試技で得た得点が120%になる。
フューチャーゲート（Future Gate）
3つの穴からどれか1つに合計15体登場するロボットの的をすばやくエネルギー弾で破壊する前作の「NUMAN SNIPER」に当たる競技だが誤射で減点される点が異なる。競技後半になるとダミーとなる人間の的が登場し、7 - 12体目はダミー1体、13 - 15体目まではダミーが2体出てダミーが増えるごとに出現テンポも速くなる。的のない場所およびダミーの的を撃った場合は減点となる。試技1回で全員一斉に挑戦。最速、最低、平均反応スピードが判定対象となる。
スーパースタント（Super Stunt）
高速で走るフォーミュラーカーの先端に設置されている跳び箱を跳んで着地するまでの回転数を競う競技。最高のタイミングで跳ぶとオーラを放って回転する。試技2回で1人ずつ挑戦。回転数とジャンプの高さが判定対象となる。
ボムズアウェイ（Bomb's Away）
遠くから飛んでくる巨大爆弾を投げ返す距離を競う競技。操作方法は前作の「MISSILE TOSS」と「VS.EXPRESS」の複合仕様。爆弾をキャッチするタイミングと投げ返す角度が重要となる。キャッチを失敗してもキャラクターが真っ黒焦げとなるだけで前作のような脱衣シーンは存在しない。試技2回で1人ずつ挑戦。
4日目の競技
ディープダイバー（Deep Diver）
制限時間内に深海のノルマ距離まで潜って水面まで戻ってくる競技。試技は2回あるので、1回目でクリア条件を達成した後2回目の試技では新記録を狙うことも可能。失敗すれば溺れる。試技2回で全員一斉に挑戦。
ラピッドジャンプ（Rapid Jump）
溶岩の上に置いてある足場を全て沈む前にタイミング良くジャンプで跳んで早くゴールへ行く競技。ルールおよび操作方法は前作の「TOWER TOPPER」と同様だが、右に移動する点が異なる。試技2回で1人ずつ挑戦。
ブロックバスター（Block Buster）
制限時間内（制限時間はクオリファイによって異なる）に15個積まれている巨大ブロックを全て落とす競技。前作の「NOSTOP ROCK CHOP」に当たる競技だが、タイムアタックとなっている点が異なる。試技1回で全員一斉に挑戦。
5日目の競技
グランドスパイク（Ground Spike）
気球の上から飛び降り、地面を叩いてどれだけ深く割れたかを競う競技。試技1回で全員一斉に挑戦。
エキシビジョンマッチ
表彰式の前に行われるマキシマムスピード同様の徒競走。上記の12競技を全て競技し、総合成績1位のプレイヤーに挑戦権がある。対戦相手はシャロン。試技1回だがこの競技はクオリファイが定められていないため、競技後記録にかかわらずエンディングとなる。